# Tachina longiunguis
Tachina longiunguis är en tvåvingeart som först beskrevs av Tothill 1924.  Tachina longiunguis ingår i släktet Tachina och familjen parasitflugor.
Artens utbredningsområde är British Columbia. Inga underarter finns listade i Catalogue of Life.